# Beverley Mitchell
Beverley Mitchell (Arcadia, 22 januari 1981) is een Amerikaans actrice en countryzangeres. Ze is best bekend met haar rol als Lucy Camden in de televisieserie 7th Heaven.

## Biografie
Beverley Mitchell werd in 1981 geboren in Californië als dochter van autosportpromotor David Mitchell en office manager Sharon Weisz. Ze werd reeds op haar vierde ontdekt en verscheen eerst in reclameboodschappen. In 1990 debuteerde ze in de filmwereld in Big Brother Jake. In 1996 kreeg ze haar eerste grote filmrol in The Crow: City of Angels. Datzelfde jaar werd ze ook gecast voor een hoofdrol in de televisieserie 7th Heaven, een rol die ze al zeker tot en met het elfde seizoen invulde. In 2006 begon Mitchell ook te zingen in de countrymuziek. Haar eerste single Angel was voor het eerst te horen in 7th Heaven in
november dat jaar. Mitchell was sinds nieuwjaar 2005 verloofd met Michael Cameron die ze sinds 2000 kende. Het stel trouwde op 1 oktober 2008.

## Discografie

### Albums
| Beverley Mitchell | 2007 | - |